# Pareulype neurbouaria
Pareulype neurbouaria là một loài bướm đêm trong họ Geometridae.